# Lý Mạc
Lý Mạc (tiếng Trung: 李邈; bính âm: Li Miao; ? – 234), tự Hán Nam (漢南), là quan viên nhà Quý Hán thời Tam quốc trong lịch sử Trung Quốc.

## Thân thế
Lý Mạc là người huyện Thê, quận Quảng Hán thuộc Ích Châu. Mạc là anh em của Lý Triều và Lý Thiệu. Lý Triều, Lý Thiệu cùng một người em mất sớm nổi tiếng tài hoa, được mọi người ngưỡng mộ, gọi là "Lý thị tam long". Còn Lý Mạc vì tính cách, hay nói năng ngông cuồng mà không được tính.

## Cuộc đời
Thời Lưu Chương cải quản Ích Châu, Lý Mạc giữ chức Trưởng ở huyện Ngưu Bỉ (quận Kiền Vi).
Năm 214, Lưu Bị chiếm lĩnh Ích Châu, lấy Lý Mạc giữ chức Tòng sự. Khi gặp Lưu Bị, Lý Mạc chỉ trích gay gắt việc Lưu Bị đoạt Ích Châu từ Lưu Chương. Lưu Bị hỏi vặn lại: Biết không hợp lý, sao ngài không giúp đỡ ông ấy?. Lý Mạc trả lời: Chẳng phải không dám, vì lực chẳng đủ đấy thôi. Quan chấp pháp muốn giết Lý Mạc, nhưng Gia Cát Lượng xin giúp, nên được tha.
Một thời gian sau, Lý Mạc được bổ nhiệm làm Thái thú Kiền Vi, rồi làm Tham quân trong phủ Thừa tướng Gia Cát Lượng. Trần Văn Đức cho rằng Lý Mạc luôn có ác cảm với Gia Cát Lượng, nghi ngờ Gia Cát Lượng nắm đại quyền, công cao hơn chủ, sau này sẽ xung đột với hoàng đế, dẫn đến kết cục thảm khốc. Gia Cát Lượng biết chuyện, không trách cứ Lý Mạc, trái lại giữ Lý Mạc như là người giám sát mình, để luôn ghi nhớ phải giữ đúng chức phận.
Năm 228, Gia Cát Lượng phát động Bắc phạt đánh Nguỵ. Do sai lầm của Mã Tắc, quân Hán bại trận ở Nhai Đình, khiến cả chiến dịch trở thành công cốc. Gia Cát Lượng muốn xử tử Mã Tắc, Lý Mạc lấy chuyện Bách Lý Thị nước Tần, Thành Đắc Thần nước Sở khuyên Gia Cát Lượng không nên giết nhân tài. Gia Cát Lượng không nghe theo, đuổi Mạc về Thục, vẫn quyết xử Mã Tắc. Về sau, Mã Tắc bỏ trốn, được Hướng Lãng bao che, rồi cuối cùng vẫn bị bắt, ốm chết.
Năm 231, Lai Hàng Đô đốc, An Hán tướng quân Lý Khôi mất, Lý Mạc được phong làm An Hán tướng quân.
Năm 234, Gia Cát Lượng bệnh mất ở gò Ngũ Trượng. Hậu chủ Lưu Thiện mặc áo trắng để tang ba ngày. Lý Mạc dâng sớ lên nói rằng Gia Cát Lượng nắm đại quyền "như hổ dữ sói rình", nay Gia Cát Lượng đã chết thì mọi người phải mừng chứ không nên lo buồn. Hậu chủ nghe xong vậy hết sức tức giận, hạ ngục Lý Mạc. Lúc này không còn Gia Cát Lượng "bảo hộ" cho Lý Mạc nữa, chẳng bao lâu sau Mạc bị giết. Chức An Hán tướng quân sau đó được giao cho Vương Bình.